# Zosterops luteus
Zosterops luteus — вид воробьиных птиц из семейства белоглазковых (Zosteropidae). Выделяют два подвида.

## Распространение
Эндемики северной части Австралии. Живут в субтропических или тропических мангровых лесах, что означает прибрежное расселение.

## Описание
Длина тела 10-11 см, размах крыльев 5.2-5.9 см, длина клюва 1.3-1.6 см. Вес от 6.5 до 11 г. Верхние части тела желто-оливковые, нижние желтые (желтый цвет наиболее яркий на горле птицы и более блеклый в остальных местах). Клюв серый или от чёрного до тёмно-коричневого. Ноги свинцово-серые.

## Биология
Питаются насекомыми, в том числе личинками. Пьют нектар. Наблюдают этих птиц обычно парами или небольшими стайками.

## Охранный статус
МСОП присвоил виду охранный статус LC.